# Ficus rhizophoriphylla
Ficus rhizophoriphylla är en mullbärsväxtart som beskrevs av George King. Ficus rhizophoriphylla ingår i släktet fikonsläktet, och familjen mullbärsväxter. Inga underarter finns listade i Catalogue of Life.